# Mihai Netea
Mihai Gheorghe Netea (n. 25 decembrie 1968, Cluj, România) este un medic și profesor universitar olandez de origine română, specializat în boli infecțioase, imunologie și sănătate globală. Lucrează la Universitatea Radboud din Nijmegen.

## Studii
Netea a studiat medicina la Cluj și a făcut doctoratul la Universitatea Radboud, scriind o disertație despre rolul citokinelor în septicemie. A fost cercetător postdoctoral la Universitatea din Colorado și a revenit la Nijmegen pentru a-și desăvârși cunoștințele în boli infecțioase.

## Activitate științifică
Din 2008 Netea este profesor și șef al Secției de biologie experimentală din Departamentul de medicină internă al Centrului de medicină de pe lângă Universitatea din Nijmegen.
Obiectul de studiu al lui Netea este sistemul imunitar congenital, capacitatea acestuia de a „memora” infecțiile și modelul de recunoaștere a agenților patogeni fungici. În special, el a examinat modul în care sistemul imunitar recunoaște și elimină ciuperca Candida albicans, care declanșează septicemia. În plus, a încercat să găsească maladiile genetice care pot să îi facă pe oameni mai vulnerabili la acest tip de infecții.
Studiind capacitatea sistemului imunitar congenital de a „memora” infecțiile (un fenomen numit „trained immunity” – din en. „imunitate antrenată” – de către Netea și o serie de colaboratori științifici într-un articol din 2016), Netea împreună cu alți cercetători olandezi au investigat, în anii 2010, vaccinul BCG (Bacil Calmette-Guerin), o metodă de prevenție folosită de-a lungul secolului al XX-lea pentru eradicarea tuberculozei. Una din concluziile cercetărilor este că acest vaccin ar putea contribui la întărirea sistemului imunitar și pentru alte infecții decât tuberculoza. În contextul pandemiei de COVID-19 din anul 2020, mai multe grupuri de cercetători din Țările de Jos și Australia pregătesc experimente pe grupuri de pacienți infectați cu noul coronavirus prin care să evalueze cum BCG poate contribui la combaterea acestuia. A fost deja stabilit că BCG oferă o anumită protecție împotriva altor boli infecțioase precum gripa clasică. Astfel, rolul metodei lui Netea ar fi nu de combatere a virusului în mod direct, ci de întărire a sistemului imunitar la pacienți.
A colaborat la peste 900 de lucrări științifice în publicații precum New England Journal of Medicine, Nature, Science și PNAS.

### Recunoaștere
A beneficiat de mai multe granturi pentru activitatea academică, și anume un grant Vidi în 2005, unul Vici în 2010 și „ERC Consolidator Grant” în 2012. În 2016, a primit premiul Spinoza. Este membru al Academia Europaea din 2015 și al Academiei Regale Neerlandeze de Arte și Științe din 2016.

## Publicații

### Popularizarea științei
- 2022 — O istorie genetică (incompletă) a românilor (240 de pagini), Editura Humanitas, București, 2022[11]